# Lisela (lud)
Lisela, także Buru Północni – indonezyjska grupa etniczna zamieszkująca północne i wschodnie wybrzeża wyspy Buru w archipelagu Moluków. Ich populacja wynosi ok. 16 tys. osób.
Posługują się wymierającym językiem lisela z wielkiej rodziny austronezyjskiej. Pod względem językowym są blisko spokrewnieni z ludem Buru; lisela bywa rozpatrywany jako dialekt języka buru. W użyciu jest również malajski amboński, który staje się dominującym środkiem komunikacji. Lisela ulegli wpływom kultury malajskiej i muzułmańskiej.
W większości wyznają islam, lecz są wśród nich również chrześcijanie. Kultywują także wierzenia tradycyjne. Niektórzy osiedlili się na wyspie Ambon. Ze względu na dużą liczbę imigrantów rodzimi użytkownicy języka lisela stanowią mniejszość na swoim terytorium.
Zajmują się uprawą goździków, gałki muszkatołowej, kopry, kawy, orzechów nerkowca i ziarna kakaowego. Pewne znaczenie ma też rybołówstwo. Istotnym źródłem dochodów jest także drzewo herbaciane, z którego produkuje się olejek.